# François Xavier Strub
François Xavier Strub, né le 15 septembre 1765 à Rosenwiller (Bas-Rhin), mort le 21 juillet 1856 à Esquermes (Nord), est un militaire français de la Révolution et de l’Empire.

## États de service
Il entre en service le 20 mai 1786, comme soldat dans le régiment de Conti dragons, et il fait la campagne de 1788, au camp de Rennes. Il est nommé fourrier le 15 mars 1791, et maréchal des logis le 10 septembre 1792, à l’armée du Centre.
En 1793, il passe à l’armée de la Moselle, où il devient adjudant sous-lieutenant le 1er avril 1793, et lieutenant le 5 août 1794. Attaché à l’armée du Rhin pendant les ans IV, V et VI, il est fait prisonnier lors de la retraite de l’an IV. Le 21 avril 1797, il est blessé et a un cheval tué sous lui par un boulet lors du passage du Rhin. Il reçoit son brevet de capitaine le 19 juillet 1797, puis en l’an VII et en l’an VIII, il fait les campagnes à l’armée d’Angleterre, et à l’armée Gallo-Batave. 
Il est blessé et a un cheval tué sous lui le 16 décembre 1800, à l’affaire de Lauffen, ainsi que le 18 décembre suivant, près de Nuremberg, où il reçoit deux coups de feu, l’un à la tête, l’autre au pied, au moment où une partie de son régiment pénètre dans le bois de Feucht. Il est fait chevalier de la Légion d’honneur le 18 décembre 1803, à l’armée des côtes de l’Océan, et il est nommé chef d’escadron le 25 février 1805, au 13e régiment de Dragons. 
Le 30 août 1806, il devient aide de camp du général Beker, et il est de nouveau blessé dans la nuit du 26 au 27 octobre 1806, dans une charge contre la gendarmerie du roi de Prusse. La bravoure qu’il déploie dans cette attaque nocturne, lui mérite le 9 novembre suivant, la croix d’officier de la Légion d’honneur.
Affecté à la Grande Armée, il est nommé major au 13e régiment de dragons le 3 janvier 1807, et en 1809, il est envoyé, avec son régiment, en Hollande pour faire partie du corps d’armée établi à l’embouchure de l’Escaut, et dont les opérations ont pour but de repousser les troupes anglaises débarquées près de Flessingue à Walcheren. 
Colonel en second le 28 octobre 1811, il est promu colonel, commandant le 27e régiment de chasseurs à cheval le 8 février 1813. En 1813, il fait la guerre en Espagne puis en Allemagne, où il est blessé est fait prisonnier le 7 octobre 1813 à Dornburg.
Lors de la première restauration, il est placé le 18 novembre 1814, à la suite du 12e régiment de cuirassiers, et il est fait chevalier de Saint-Louis le 21 novembre suivant. N’ayant pas servi pendant les Cent-Jours, il est admis à la retraite le 17 mars 1816.
Il meurt le 21 juillet 1856, à Esquermes.

## Sources
- A. Lievyns, Jean Maurice Verdot, Pierre Bégat, Fastes de la Légion-d'honneur, biographie de tous les décorés accompagnée de l'histoire législative et réglementaire de l'ordre, Tome 4, Bureau de l’administration, 1844, 640 p. (lire en ligne), p. 226.
- « Cote LH/2555/79 », base Léonore, ministère français de la Culture
- É. Pascallet, Revue générale, biographique, historique, etc. Le Biographe universel, Volume 9, Amyot libraire éditeur, Paris, 1845, p. 43.